# Station Sainte-Anastasie-sur-Issole
Station Sainte-Anastasie-sur-Issole is een spoorwegstation in de Franse gemeente Sainte-Anastasie-sur-Issole. Het station is gesloten.